# Clyro
Clyro (en anglais) ou Cleirwy (en gallois) est un village et une communauté du Powys, au pays de Galles.

## Géographie
Clyro est situé dans le sud-est du Powys, près de la frontière anglo-galloise, dans le comté historique du Radnorshire, à 2 km au nord-ouest de la ville de Hay-on-Wye.

## Démographie
Au recensement de 2011, la communauté de Clyro comptait 781 habitants.